# Norvégia az 1984. évi nyári olimpiai játékokon
Norvégia az egyesült államokbeli Los Angelesben megrendezett 1984. évi nyári olimpiai játékok egyik részt vevő nemzete volt. Az országot az olimpián 17 sportágban 103 sportoló képviselte, akik összesen 3 érmet szereztek.

## Érmesek
| Érem  | Versenyző                          | Sportág      | Versenyszám                    |
| ----- | ---------------------------------- | ------------ | ------------------------------ |
| Ezüst | Grete Waitz                        | Atlétika     | Női maraton                    |
| Bronz | Hans Magnus Grepperud Sverre Løken | Evezés       | Férfi kormányos nélküli kettes |
| Bronz | Dag Otto Lauritzen                 | Kerékpározás | Férfi egyéni mezőnyverseny     |

## Atlétika
Férfi
| Versenyző       | Versenyszám     | Eredmény      | Helyezés      |
| --------------- | --------------- | ------------- | ------------- |
| Øivind Dahl     | Maraton         | 2:19:28       | 33.           |
| Stig Roar Husby | Maraton         | nem ért célba | nem ért célba |
| Erling Andersen | 20 km gyaloglás | 1:25:54       | 8.            |
| Erling Andersen | 50 km gyaloglás | kizárták      | kizárták      |
| Lars Ove Moen   | 50 km gyaloglás | 4:15:12       | 13.           |

| Versenyző        | Versenyszám   | Selejtező | Selejtező | Döntő    | Döntő    |
| Versenyző        | Versenyszám   | Eredmény  | Helyezés  | Eredmény | Helyezés |
| ---------------- | ------------- | --------- | --------- | -------- | -------- |
| Knut Hjeltnes    | Diszkoszvetés | 60,80 m   | 11.       | 65,28 m  | 4.       |
| Tore Johnsen     | Kalapácsvetés | 65,72 m   | 20.       | kiesett  | kiesett  |
| Per Erling Olsen | Gerelyhajítás | 82,46 m   | 6.        | 78,98 m  | 9.       |
| Reidar Lorentzen | Gerelyhajítás | 76,62 m   | 15.       | kiesett  | kiesett  |

| Versenyző       | Versenyszám | 100 m | 100 m | Távolugrás | Távolugrás | Súlylökés | Súlylökés | Magasugrás | Magasugrás | 400 m | 400 m | 110 m gát | 110 m gát | Diszkoszvetés | Diszkoszvetés | Rúdugrás | Rúdugrás | Gerelyhajítás | Gerelyhajítás | 1500 m  | 1500 m | Végeredmény | Végeredmény |
| Versenyző       | Versenyszám | Idő   | Pont  | Eredmény   | Pont       | Eredmény  | Pont      | Eredmény   | Pont       | Idő   | Pont  | Idő       | Pont      | Eredmény      | Pont          | Eredmény | Pont     | Eredmény      | Pont          | Idő     | Pont   | Pont        | Helyezés    |
| --------------- | ----------- | ----- | ----- | ---------- | ---------- | --------- | --------- | ---------- | ---------- | ----- | ----- | --------- | --------- | ------------- | ------------- | -------- | -------- | ------------- | ------------- | ------- | ------ | ----------- | ----------- |
| Trond Skramstad | Tízpróba    | 11,20 | 756   | 718 cm     | 857        | 14,20 m   | 740       | 185 cm     | 725        | 49,25 | 839   | 15,08     | 840       | 40,02 m       | 686           | 450 cm   | 932      | 54,94 m       | 698           | 4:43,02 | 506    | 7579        | 17.         |

Női
| Versenyző          | Versenyszám | Eredmény | Helyezés |
| ------------------ | ----------- | -------- | -------- |
| Grete Waitz        | Maraton     | 2:26:18  |          |
| Ingrid Kristiansen | Maraton     | 2:27:34  | 4.       |
| Bente Moe          | Maraton     | 2:40:52  | 26.      |

| Versenyző     | Versenyszám   | Selejtező | Selejtező | Döntő    | Döntő    |
| Versenyző     | Versenyszám   | Eredmény  | Helyezés  | Eredmény | Helyezés |
| ------------- | ------------- | --------- | --------- | -------- | -------- |
| Trine Solberg | Gerelyhajítás | 62,68 m   | 3.        | 64,52 m  | 5.       |

## Birkózás
Kötöttfogású
| Versenyző      | Versenyszám | Vigaszágas kiesés                                                                                           | Vigaszágas kiesés | 5. helyért                  | Bronz- mérkőzés   | Döntő             | Helyezés    |
| Versenyző      | Versenyszám | Ellenfél Eredmény                                                                                           | Hely.             | Ellenfél Eredmény           | Ellenfél Eredmény | Ellenfél Eredmény | Helyezés    |
| -------------- | ----------- | --- | ----------------- | --------------------------- | ----------------- | ----------------- | ----------- |
| Lars Rønningen | 48 kg       | B csoport · Markus Scherer (FRG) · 4–14 · Szaitó Ikuzó (JPN) · 2–14                                         | 4.                | kiesett                     | kiesett           | kiesett           | 8.          |
| Jon Rønningen  | 52 kg       | A csoport · Anders Bükk (SWE) · 12–0 · Mihai Cişmaş (ROU) · 3–5 · Mijahara Acudzsi (JPN) · 10–12            | 3.                | Taisto Halonen (FIN) · 14–0 |                   |                   | 5.          |
| Ronny Sigde    | 57 kg       | A csoport · Ilpo Seppälä (FIN) · 10–3 · Antonino Caltabiano (ITA) · 2–8 · Benni Ljungbeck (SWE) · kétvállas | 5.                | kiesett                     | kiesett           | kiesett           | helyezetlen |
| Morten Brekke  | 62 kg       | A csoport · Abdurrahim Kuzu (USA) · 0–3 · Kent-Olle Johansson (SWE) · 4–8                                   | 8.                | kiesett                     | kiesett           | kiesett           | helyezetlen |
| Klaus Mysen    | 82 kg       | A csoport · Ion Draica (ROU) · 4–4 · Sören Claeson (SWE) · 0–0 (bírói)                                      | 6.                | kiesett                     | kiesett           | kiesett           | helyezetlen |

## Cselgáncs
| Versenyző          | Versenyszám | Csoport | Selejtező                 | 32-es főtábla          | Nyolcaddöntő            | Negyeddöntő       | Elődöntő          | Vigaszág nyolcaddöntő | Vigaszág negyeddöntő | Vigaszág elődöntő | Bronz- mérkőzés   | Döntő             | Helyezés |
| Versenyző          | Versenyszám | Csoport | Ellenfél Eredmény         | Ellenfél Eredmény      | Ellenfél Eredmény       | Ellenfél Eredmény | Ellenfél Eredmény | Ellenfél Eredmény     | Ellenfél Eredmény    | Ellenfél Eredmény | Ellenfél Eredmény | Ellenfél Eredmény | Helyezés |
| ------------------ | ----------- | ------- | ------------------------- | ---------------------- | ----------------------- | ----------------- | ----------------- | --------------------- | -------------------- | ----------------- | ----------------- | ----------------- | -------- |
| Alfredo Chinchilla | Harmatsúly  | B       | erőnyerő                  | Craig Agena (USA) · GY | Lucas Chanson (SUI) · V | kiesett           | kiesett           |                       |                      |                   |                   |                   | 14.      |
| Frank Evensen      | Könnyűsúly  | A       |                           | Mike Swain (USA) · V   | kiesett                 | kiesett           | kiesett           |                       |                      |                   |                   |                   | 19.      |
| Fridtjof Thoen     | Váltósúly   | A       | Süheyl Yeşilnur (TUR) · V | kiesett                | kiesett                 | kiesett           | kiesett           |                       |                      |                   |                   |                   | 34.      |

## Evezés
Férfi
| Versenyző                                        | Versenyszám              | Előfutam | Előfutam | Vigaszág | Vigaszág | Elődöntő | Elődöntő | Döntő   | Döntő   | Döntő   | Helyezés    |
| Versenyző                                        | Versenyszám              | Idő      | Hely.    | Idő      | Hely.    | Idő      | Hely.    | Típus   | Idő     | Hely.   | Helyezés    |
| ------------------------------------------------ | ------------------------ | -------- | -------- | -------- | -------- | -------- | -------- | ------- | ------- | ------- | ----------- |
| Lars Bjønnes                                     | Egypárevezős             | 7:39,80  | 4.       | 7:29,01  | 4.       | kiesett  | kiesett  | kiesett | kiesett | kiesett | helyezetlen |
| Alf Hansen Rolf Thorsen                          | Kétpárevezős             | 6:43,01  | 3.       | 6:43,44  | 3.       |          |          | B       | 6:52,40 | 4.      | 10.         |
| Hans Magnus Grepperud Sverre Løken               | Kormányos nélküli kettes | 6:56,29  | 1.       | erőnyerő | erőnyerő | 6:53,52  | 1.       | A       | 6:51,81 | 3.      |             |
| Pål Sandli Espen Thorsen Vetle Vinje Ivan Enstad | Négypárevezős            | 6:09,72  | 5.       | 6:09,11  | 3.       |          |          | B       | 6:12,18 | 2.      | 8.          |

Női
| Versenyző                     | Versenyszám  | Előfutam | Előfutam | Vigaszág | Vigaszág | Elődöntő | Elődöntő | Döntő | Döntő   | Döntő | Helyezés |
| Versenyző                     | Versenyszám  | Idő      | Hely.    | Idő      | Hely.    | Idő      | Hely.    | Típus | Idő     | Hely. | Helyezés |
| ----------------------------- | ------------ | -------- | -------- | -------- | -------- | -------- | -------- | ----- | ------- | ----- | -------- |
| Lisa Scheibert                | Egypárevezős | 3:55,80  | 4.       | 3:56,31  | 3.       | 4:04,62  | 5.       | B     | 4:00,70 | 6.    | 12.      |
| Haldis Lenes Solfrid Johansen | Kétpárevezős | 3:27,87  | 1.       | erőnyerő | erőnyerő |          |          | A     | 3:32,09 | 5.    | 5.       |

## Íjászat
| Versenyző             | Versenyszám  | 1. forduló | 1. forduló | 2. forduló | 2. forduló | Összesítés | Összesítés |
| Versenyző             | Versenyszám  | Pont       | Hely.      | Pont       | Hely.      | Pont       | Helyezés   |
| --------------------- | ------------ | ---------- | ---------- | ---------- | ---------- | ---------- | ---------- |
| Jan Roger Skyttesæter | Férfi egyéni | 1234       | 19.        | 1231       | 23.        | 2465       | 23.        |

## Kajak-kenu
Férfi
| Versenyző                                                        | Versenyszám         | Előfutam | Előfutam | Előfutam | Vigaszág | Vigaszág | Vigaszág | Elődöntő | Elődöntő | Elődöntő | Döntő   | Döntő    |
| Versenyző                                                        | Versenyszám         | Idő      | Hely.    | Össz.    | Idő      | Hely.    | Össz.    | Idő      | Hely.    | Össz.    | Idő     | Helyezés |
| ---------------------------------------------------------------- | ------------------- | -------- | -------- | -------- | -------- | -------- | -------- | -------- | -------- | -------- | ------- | -------- |
| Einar Rasmussen                                                  | Kajak egyes 500 m   | 1:55,58  | 5.       | 13.      | 1:54,10  | 1.       | 4.       | 1:52,02  | 4.       | 13.      | kiesett | kiesett  |
| Einar Rasmussen                                                  | Kajak egyes 1000 m  | 3:57,78  | 3.       | 7.       | erőnyerő | erőnyerő | erőnyerő | 4:09,77  | 6.       | 17.      | kiesett | kiesett  |
| Rein Gilje Eddie Kalleklev                                       | Kajak kettes 500 m  | 1:40,30  | 5.       | 14.      | 1:40,80  | 2.       | 4.       | 1:38,64  | 5.       | 13.      | kiesett | kiesett  |
| Harald Amundsen Einar Rasmussen                                  | Kajak kettes 1000 m | 3:44,60  | 5.       | 15.      | 3:43,61  | 2.       | 4.       | 3:34,77  | 5.       | 12.      | kiesett | kiesett  |
| Finn Borchgrevink Frank Johannesen Geir Kvillum Arne B. Sletsjøe | Kajak négyes 1000 m | 3:10,93  | 6.       | 9.       | 3:18,04  | 3.       | 3.       | 3:07,97  | 4.       | 5.       | kiesett | kiesett  |
| Robert Rozanski                                                  | Kenu egyes 500 m    | 2:13,21  | 6.       | 11.      | 2:08,30  | 1.       | 1.       | 2:06,87  | 3.       | 11.      | 2:02,12 | 8.       |

Női
| Versenyző                                               | Versenyszám        | Előfutam | Előfutam | Előfutam | Vigaszág | Vigaszág | Vigaszág | Döntő   | Döntő    |
| Versenyző                                               | Versenyszám        | Idő      | Hely.    | Össz.    | Idő      | Hely.    | Össz.    | Idő     | Helyezés |
| ------------------------------------------------------- | ------------------ | -------- | -------- | -------- | -------- | -------- | -------- | ------- | -------- |
| Ingeborg Rasmussen                                      | Kajak egyes 500 m  | 2:09,33  | 5.       | 9.       | 2:04,46  | 4.       | 4.       | kiesett | kiesett  |
| Kari Ofstad Anne Wahl                                   | Kajak kettes 500 m | 1:56,19  | 5.       | 9.       | 1:55,98  | 2.       | 2.       | 1:51,61 | 7.       |
| Wenche Lægraid Kari Ofstad Ingeborg Rasmussen Anne Wahl | Kajak négyes 500 m |          |          |          |          |          |          | 1:42,97 | 7.       |

## Kerékpározás

### Országúti kerékpározás
Férfi
| Versenyző                                                      | Versenyszám     | Idő             | Helyezés      |
| -------------------------------------------------------------- | --------------- | --------------- | ------------- |
| Dag Otto Lauritzen                                             | Mezőnyverseny   | 5:00:18 (+0:21) |               |
| Morten Sæther                                                  | Mezőnyverseny   | 5:00:18 (+0:21) | 4.            |
| Atle Kvålsvoll                                                 | Mezőnyverseny   | 5:06:45 (+6:48) | 20.           |
| Hans Petter Ødegård                                            | Mezőnyverseny   | nem ért célba   | nem ért célba |
| Dag Hopen Hans Petter Ødegård Arnstein Raunehaug Morten Sæther | Csapat időfutam | 2:07:05 (+8:37) | 10.           |

Női
| Versenyző     | Versenyszám   | Idő             | Helyezés |
| ------------- | ------------- | --------------- | -------- |
| Unni Larsen   | Mezőnyverseny | 2:11:14 (+0:00) | 4.       |
| Nina Søbye    | Mezőnyverseny | 2:13:28 (+2:14) | 18.      |
| Hege Stendahl | Mezőnyverseny | 2:13:28 (+2:14) | 19.      |

### Pálya-kerékpározás
Időfutam
| Név                | Versenyszám  | Idő     | Helyezés |
| ------------------ | ------------ | ------- | -------- |
| Rolf Morgan Hansen | Férfi egyéni | 1:07,94 | 11.      |

## Labdarúgás
| Norvég férfi labdarúgócsapat-játékoskeret                                                                                                | Norvég férfi labdarúgócsapat-játékoskeret                                                                        |
| --- | --- |
| - Stein Kollshaugen - Jan Berg - Per Edmund Mordt - André Krogsæter - Egil Johansen - Erik Thorstvedt - Joar Vaadal - Kai Erik Herlovsen | - Knut Torbjørn Eggen - Arve Seland - Per Egil Ahlsen - Stein Gran - Svein Fjælberg - Terje Kojedal - Tom Sundby |

### Eredmények
Csoportkör
A csoport
| Csapat              | M | Gy | D | V | Rg | Kg | Gk | P |
| ------------------- | - | -- | - | - | -- | -- | -- | - |
| Franciaország (FRA) | 3 | 1  | 2 | 0 | 5  | 4  | +1 | 4 |
| Chile (CHI)         | 3 | 1  | 2 | 0 | 2  | 1  | +1 | 4 |
| Norvégia (NOR)      | 3 | 1  | 1 | 1 | 3  | 2  | +1 | 3 |
| Katar (QAT)         | 3 | 0  | 1 | 2 | 2  | 5  | –3 | 1 |

| 1984. július 29. 19:30 |

| Norvégia (NOR) | 0–0         | Chile (CHI) |
| -------------- | ----------- | ----------- |
|                | Jegyzőkönyv |             |

| Harvard Stadium, Boston Nézőszám: 25 000 Játékvezető: David Socha (amerikai) |

| 1984. július 31. 19:00 |

| Norvégia (NOR) | 1–2               | Franciaország (FRA) |
| -------------- | ----------------- | ------------------- |
| Ahlsen 33'     | (1–1) Jegyzőkönyv | Brisson 5' 56'      |

| Harvard Stadium, Boston Nézőszám: 27 832 Játékvezető: Roth (nyugatnémet) |

| 1984. augusztus 2. 19:00 |

| Katar (QAT) | 0–2               | Norvégia (NOR) |
| ----------- | ----------------- | -------------- |
|             | (0–1) Jegyzőkönyv | Vaadal 21' 52' |

| Harvard Stadium, Boston Nézőszám: 17 529 Játékvezető: Kalombo (malawi) |

| Csapat         | Helyezés |
| -------------- | -------- |
| Norvégia (NOR) | 9.       |

## Lovaglás
Díjugratás
| Versenyző  | Ló       | Versenyszám | 1. forduló | 1. forduló | 2. forduló | 2. forduló | Összesen | Összesen |
| Versenyző  | Ló       | Versenyszám | Pont       | Hely.      | Pont       | Hely.      | Pont     | Helyezés |
| ---------- | -------- | ----------- | ---------- | ---------- | ---------- | ---------- | -------- | -------- |
| Ove Hansen | Sancerre | Egyéni      | 16,50      | 29.        | kiesett    | kiesett    | kiesett  | kiesett  |

## Műugrás
Férfi
| Versenyző         | Versenyszám        | Selejtező | Selejtező | Döntő   | Döntő    |
| Versenyző         | Versenyszám        | Pont      | Helyezés  | Pont    | Helyezés |
| ----------------- | ------------------ | --------- | --------- | ------- | -------- |
| Jon Grunde Vegard | Egyéni műugrás     | 531,48    | 13.       | kiesett | kiesett  |
| Jon Grunde Vegard | Egyéni toronyugrás | 494,67    | 7.        | 449,55  | 11.      |

Női
| Versenyző   | Versenyszám        | Selejtező | Selejtező | Döntő   | Döntő    |
| Versenyző   | Versenyszám        | Pont      | Helyezés  | Pont    | Helyezés |
| ----------- | ------------------ | --------- | --------- | ------- | -------- |
| Tine Tollan | Egyéni műugrás     | 419,55    | 14.       | kiesett | kiesett  |
| Tine Tollan | Egyéni toronyugrás | 341,31    | 12.       | 315,72  | 12.      |

## Ökölvívás
| Versenyző    | Versenyszám   | Selejtező         | 32-es főtábla               | Nyolcaddöntő                           | Negyeddöntő       | Elődöntő          | Döntő             | Helyezés |
| Versenyző    | Versenyszám   | Ellenfél Eredmény | Ellenfél Eredmény           | Ellenfél Eredmény                      | Ellenfél Eredmény | Ellenfél Eredmény | Ellenfél Eredmény | Helyezés |
| ------------ | ------------- | ----------------- | --------------------------- | -------------------------------------- | ----------------- | ----------------- | ----------------- | -------- |
| Javid Aslam  | Kisváltósúly  | erőnyerő          | Lisiate Lavulo (TGA) · RSC  | Kim Donggil (Kim Dong-Gil) (KOR) · 0:5 | kiesett           | kiesett           | kiesett           | 9.       |
| Simen Auseth | Nagyváltósúly | erőnyerő          | Vicky Byarugaba (UGA) · 1:4 | kiesett                                | kiesett           | kiesett           | kiesett           | 17.      |
| Magne Havnå  | Nehézsúly     |                   | Håkan Brock (SWE) · RSC     | kiesett                                | kiesett           | kiesett           | kiesett           | 17.      |

RSC – a mérkőzésvezető megállította a mérkőzést

## Sportlövészet
Férfi
| Versenyző        | Versenyszám           | Pont | Helyezés |
| ---------------- | --------------------- | ---- | -------- |
| Rolf Lofstad     | Szabadpisztoly        | 523  | 45.      |
| Per Erik Løkken  | Légpuska              | 575  | 25.      |
| Harald Stenvaag  | Légpuska              | 582  | 7.       |
| Harald Stenvaag  | Sportpuska, összetett | 1145 | 14.      |
| Harald Stenvaag  | Sportpuska, fekvő     | 591  | 17.      |
| John Duus        | Sportpuska, fekvő     | 594  | 7.       |
| John Duus        | Sportpuska, összetett | 1146 | 11.      |
| Kenneth Skoglund | Futócéllövészet       | 576  | 6.       |

Női
| Versenyző            | Versenyszám           | Pont | Helyezés |
| -------------------- | --------------------- | ---- | -------- |
| Siri Landsem         | Sportpuska, összetett | 562  | 17.      |
| Siri Landsem         | Légpuska              | 384  | 7.       |
| Anne Grethe Jeppesen | Légpuska              | 381  | 11.      |
| Anne Grethe Jeppesen | Sportpuska, összetett | 574  | 5.       |

## Torna
Férfi
| Versenyző     | Versenyszám      | Selejtező | Selejtező | Döntő    | Döntő    |
| Versenyző     | Versenyszám      | Pontszám  | Helyezés  | Pontszám | Helyezés |
| ------------- | ---------------- | --------- | --------- | -------- | -------- |
| Finn Gjertsen | Talaj            | 18,15     | 69.       | kiesett  | kiesett  |
| Finn Gjertsen | Ugrás            | 19,35     | 53.       | kiesett  | kiesett  |
| Finn Gjertsen | Korlát           | 18,35     | 61.       | kiesett  | kiesett  |
| Finn Gjertsen | Nyújtó           | 18,75     | 64.       | kiesett  | kiesett  |
| Finn Gjertsen | Gyűrű            | 18,95     | 57.       | kiesett  | kiesett  |
| Finn Gjertsen | Lólengés         | 18,80     | 43.       | kiesett  | kiesett  |
| Finn Gjertsen | Egyéni összetett | 112,35    | 63.       | kiesett  | kiesett  |

### Ritmikus gimnasztika
| Versenyző             | Versenyszám | Selejtező | Selejtező | Döntő  | Döntő    |
| Versenyző             | Versenyszám | Pont      | Hely.     | Pont   | Helyezés |
| --------------------- | ----------- | --------- | --------- | ------ | -------- |
| Schirin Zorriasateiny | Egyéni      | 36,10     | 19.       | 54,300 | 20.      |

## Úszás
Férfi
| Versenyző       | Versenyszám  | Előfutam | Előfutam | Előfutam | Döntő   | Döntő   | Döntő   | Helyezés |
| Versenyző       | Versenyszám  | Idő      | Hely.    | Össz.    | Típus   | Idő     | Hely.   | Helyezés |
| --------------- | ------------ | -------- | -------- | -------- | ------- | ------- | ------- | -------- |
| Jan-Erick Olsen | 100 m mell   | 1:05,43  | 4.       | 21.      | kiesett | kiesett | kiesett | kiesett  |
| Jan-Erick Olsen | 200 m mell   | 2:25,75  | 4.       | 24.      | kiesett | kiesett | kiesett | kiesett  |
| Arne Borgstrøm  | 400 m gyors  | 3:57,88  | 4.       | 16.*     | B       | 3:57,46 | 5.      | 13.      |
| Arne Borgstrøm  | 200 m vegyes | 2:08,09  | 3.       | 16.      | kiesett | kiesett | kiesett | kiesett  |
| Arne Borgstrøm  | 400 m vegyes | 4:28,37  | 4.       | 10.      | B       | 4:28,20 | 3.      | 11.      |

Női
| Versenyző        | Versenyszám    | Előfutam | Előfutam | Előfutam | Döntő   | Döntő   | Döntő   | Helyezés |
| Versenyző        | Versenyszám    | Idő      | Hely.    | Össz.    | Típus   | Idő     | Hely.   | Helyezés |
| ---------------- | -------------- | -------- | -------- | -------- | ------- | ------- | ------- | -------- |
| Kathrine Bomstad | 200 m pillangó | 2:19,46  | 5.       | 18.      | kiesett | kiesett | kiesett | kiesett  |
| Kathrine Bomstad | 200 m vegyes   | 2:19,88  | 2.       | 5.       | A       | 2:20,48 | 8.      | 8.       |
| Kathrine Bomstad | 400 m vegyes   | 4:52,74  | 3.       | 5.       | A       | 4:53,28 | 8.      | 8.       |

## Vitorlázás
Férfi
| Versenyző       | Versenyszám     | Futam | Futam   | Futam | Futam | Futam | Futam | Futam | Pontszám | Helyezés |
| Versenyző       | Versenyszám     | 1     | 2       | 3     | 4     | 5     | 6     | 7     | Pontszám | Helyezés |
| --------------- | --------------- | ----- | ------- | ----- | ----- | ----- | ----- | ----- | -------- | -------- |
| Svein Rasmussen | Szörfvitorlázás | 10,0  | (45,0*) | 11,7  | 18,0  | 11,7  | 20,0  | 18,0  | 89,4     | 11.      |

Nyílt
| Versenyző                                   | Versenyszám | Futam | Futam | Futam   | Futam | Futam | Futam | Futam  | Pontszám | Helyezés |
| Versenyző                                   | Versenyszám | 1     | 2     | 3       | 4     | 5     | 6     | 7      | Pontszám | Helyezés |
| ------------------------------------------- | ----------- | ----- | ----- | ------- | ----- | ----- | ----- | ------ | -------- | -------- |
| Per Arne Nilsen                             | Finn dingi  | 21,0  | 19,0  | (35,0*) | 22,0  | 23,0  | 24,0  | 24,0   | 133,0    | 21.      |
| Halvor Smith Per Ferskaug                   | Tornádó     | 20,0  | 19,0  | (23,0)  | 21,0  | 21,0  | 21,0  | 15,0   | 117,0    | 17.      |
| Børre Skui Dag Usterud Stein Lund Halvorsen | Soling      | 17,0  | 0,0   | 14,0    | 8,0   | 5,7   | 13,0  | (29,0) | 57,7     | 5.       |

* - kizárták

## Vívás
Férfi
| Versenyző                                                             | Versenyszám       | Selejtező | Selejtező | Selejtező | Selejtező | Selejtező | Selejtező | Főtábla                      | Főtábla                      | Vigaszág                    | Vigaszág                     | Negyeddöntő       | Elődöntő          | Döntő             | Helyezés |
| Versenyző                                                             | Versenyszám       | 1. kör | 1. kör    | 2. kör | 2. kör    | 3. kör | 3. kör    | 1. kör                       | 2. kör                       | 1. kör                      | 2. kör                       | Negyeddöntő       | Elődöntő          | Döntő             | Helyezés |
| Versenyző                                                             | Versenyszám       | Ellenfél Eredmény | Hely.     | Ellenfél Eredmény | Hely.     | Ellenfél Eredmény | Hely.     | Ellenfél Eredmény            | Ellenfél Eredmény            | Ellenfél Eredmény           | Ellenfél Eredmény            | Ellenfél Eredmény | Ellenfél Eredmény | Ellenfél Eredmény | Helyezés |
| --------------------------------------------------------------------- | ----------------- | --- | --------- | --- | --------- | --- | --------- | ---------------------------- | ---------------------------- | --------------------------- | ---------------------------- | ----------------- | ----------------- | ----------------- | -------- |
| Jeppe Normann                                                         | Tőr, egyéni       | 7. csoport · Lam Tak Chuen (HKG) · 3–5 · Abdel Monem El-Husseini (EGY) · 1–5 · Jü Ji-feng (Yu Yifeng) (CHN) · 1–5 · Greg Benko (AUS) · 0–5 · Matthias Behr (FRG) · 4–5 | 6.        | kiesett | kiesett   | kiesett | kiesett   | kiesett                      | kiesett                      | kiesett                     | kiesett                      | kiesett           | kiesett           | kiesett           | 56.      |
| Nils Koppang                                                          | Párbajtőr, egyéni | 8. csoport · Liu Chi On (HKG) · 5–1 · Stefan Joos (BEL) · 5–3 · Ángel Fernández (ESP) · 5–3 · Cung Hsziang-csing (Zong Xiangqing) (CHN) · 5–3                          | 1.        | 3. csoport · Stefan Joos (BEL) · 5–0 · José Rafael Magallanes (VEN) · 5–2 · Khaled Soliman (EGY) · 5–2 · Stefano Bellone (ITA) · 4–5 · Björne Väggö (SWE) · 2–5           | 3.        | 2. csoport · John Llewellyn (GBR) · 5–1 · Steven Paul (GBR) · 5–2 · Daniel Giger (SUI) · 5–4 · Björne Väggö (SWE) · 5–4 · Angelo Mazzoni (ITA) · 0–5         | 2.        | Elmar Borrmann (FRG) · 10–8  | Philippe Boisse (FRA) · 8–10 |                             | Philippe Riboud (FRA) · 7–10 | kiesett           | kiesett           | kiesett           | 11.      |
| Bård Vonen                                                            | Párbajtőr, egyéni | 11. csoport · Hannes Lembacher (AUT) · 3–5 · Osama Al-Khurafi (KUW) · 5–4 · Denis Cunningham (HKG) · 5–3 · Stefano Bellone (ITA) · 3–5 · Philippe Riboud (FRA) · 4–5   | 3.        | 8. csoport · Greger Forslöw (SWE) · 5–4 · Thierry Soumagne (BEL) · 5–2 · Ángel Fernández (ESP) · 5–2 · Cuj Ji-ning (Cui Yining) (CHN) · 2–5 · Philippe Riboud (FRA) · 0–5 | 3.        | 1. csoport · Stephen Trevor (USA) · 3–5 · Daniel Perreault (CAN) · 5–4 · Sandro Cuomo (ITA) · 5–2 · Elmar Borrmann (FRG) · 1–5 · Philippe Riboud (FRA) · 3–5 | 4.        | Philippe Boisse (FRA) · 5–10 |                              | Elmar Borrmann (FRG) · 6–10 | kiesett                      | kiesett           | kiesett           | kiesett           | 16.      |
| John Hugo Pedersen                                                    | Párbajtőr, egyéni | 12. csoport · Kim Szongmun (Kim Seong-Mun) (KOR) · 5–4 · David Cocker (NZL) · 4–5 · Sandro Cuomo (ITA) · 2–5 · Kazem Hasan (KUW) · 2–5 · Gabriel Nigon (SUI) · 1–5     | 6.        | kiesett | kiesett   | kiesett | kiesett   | kiesett                      | kiesett                      | kiesett                     | kiesett                      | kiesett           | kiesett           | kiesett           | 55.      |
| Paal Frisvold Nils Koppang John Hugo Pedersen Ivar Schjøtt Bård Vonen | Párbajtőr, csapat | 2. csoport · NSZK (FRG) · 2–9 · Nagy-Britannia (GBR) · 4–9 · Hongkong (HKG) · 9–2 ·                                                                                    | 3.        | |           | |           |                              |                              |                             |                              | kiesett           | kiesett           | kiesett           | 11.      |